# Кавлак
Кавла́к (болг. Кавлак) — село у Великотирновській області Болгарії. Входить до складу общини Стражиця.

## Населення
За даними перепису населення 2011 року у селі проживали 55 осіб, з них 51 особа (96,2%) — болгари.
Розподіл населення за віком у 2011 році:
Динаміка населення: